# Сомко Ірина Семенівна
Іри́на Семе́нівна Сомко (1623 — бл. 1678) — дружина українського гетьмана Якима Сомка.

## Життєпис
Народилася у 1623 році в Переяславі. У 1643 році стала дружиною українського гетьмана Якима Сомка, брата першої дружини Богдана Хмельницького. Сучасним історикам відомо, що вони мали трьох дітей. Після страти чоловіка в 1663 році, за деякими джерелами, Ірина втекла на північ до Стародубщини.
У 1674 році відказала Межигірському монастирю 330 червонців.

## Сім'я
- Чоловік — Яким Сомко (1619—1663)
- Донька — Галина Якимівна Сомко (Короп) (1644—?)
- Син — Василь Якимович Сомко (1647—1682)
- Донька — Параскева Якимівна Сомко (Берло) (1656—1678)[2]